# Castelnuovo Calcea
Castelnuovo Calcea ist eine Gemeinde in der italienischen Provinz Asti (AT), Region Piemont.

## Lage und Einwohner
Castelnuovo Calcea liegt 23 km südlich von der Provinzhauptstadt Asti entfernt. Das Gemeindegebiet umfasst eine Fläche von sieben km² und hat 690 Einwohner (Stand 31. Dezember 2023). Zur Gemeinde zählen noch die Dörfer und Weiler Argentina, Caranti, Momparone, Opessina, Preie, Stazione, Toetto und Valleggia. Die Nachbargemeinden sind Agliano Terme, Moasca, Mombercelli, Montegrosso d’Asti, Nizza Monferrato, San Marzano Oliveto und Vinchio.

### Verkehrsanbindung
Castelnuovo Calcea liegt an der Bahnstrecke Asti–Genua und hat zusammen mit Agliano Terme eine Haltestelle.

## Geschichte

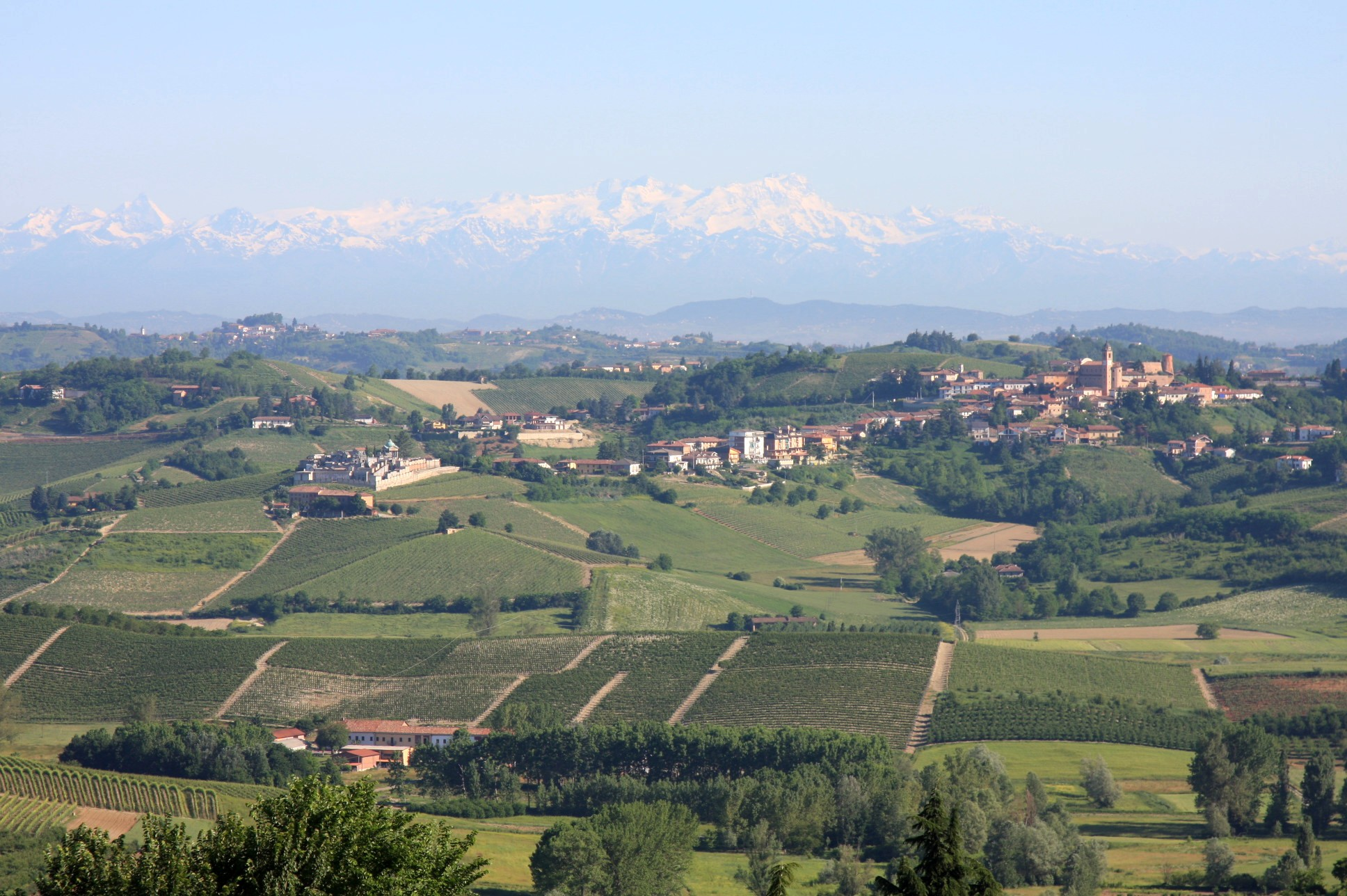
Blick über „Castelnuovo Calcea“ zu den Schweizer Alpen

Castelnuovo ist eine Stadt antiken Ursprungs. Die ersten Bewohner waren die ligurischen Statielli, gefolgt von den Kelten und Galliern. Der Ortsname ist römischen Ursprungs und leitet sich aus der Vereinigung der Namen Castrum Novum und ad calcarias ab. Der letztgenannte Begriff geht wahrscheinlich auf das Vorhandensein der nahegelegenen Römerstraße zurück, die nach Nizza führte und durch ein sumpfiges Gebiet führte, das aufgrund von Erdrutschen oft Auffüllungs- und Wartungsarbeiten erforderte. Andere Hypothesen zum Namen Calcea sind weniger zuverlässig. Nach dem Ende der römischen Herrschaft ließen sich dort zunächst die Langobarden und dann die Franken nieder.
Die erste urkundliche Nachricht bezeugt die Zugehörigkeit von Castelnuovo im Jahr 1142 zum Komitee von Loreto, heute ein Ortsteil von Costigliole, mit den Gemeinden Agliano, Calosso, Castagnole delle Lanze und Vinchio. Der Überlieferung nach wurde der ursprüngliche Kern der Stadt, der sich auf dem „Burg“ genannten Hügel befand, im Jahr 1155 zerstört. Die Ursache, die zu dieser Zerstörung führte, ist uns noch nicht bekannt und kann auch nicht mit Sicherheit auf den Abstieg zurückgeführt werden von Kaiser Friedrich Barbarossa in Italien in dieser Zeit, obwohl diese Hypothese nach wie vor die glaubwürdigste ist. Im selben Jahr baute der Marquis von Incisa, nachdem er die Ländereien unserer Gemeinde in Besitz genommen hatte, die Burg an ihrem heutigen Standort wieder auf und versammelte die Castelnovesi, die die Zerstörung überlebt hatten, sowie einige Familien aus Vinchio um sie, um den Wiederaufbau von Castelnuovo zu ermöglichen. Die Gemeinde Asti kaufte von den Herren von Vinchio die Rechte, die sie an Castelnuovo erworben hatten, und besaß es, wie im Codex Astensis bezeugt, von 1184 bis 1364, als es an die Visconti überging und Eigentum des Herzogtums Mailand wurde, das es besaß wurde von verschiedenen Feudalherren verwaltet, bevor es 1735 an die Savoyer abgetreten wurde. Während dieser Jahrhunderte, unter verschiedenen Wechselfällen, sind der Brand und die Zerstörung des Dorfes und der Burg am 3. Oktober 1635 durch Kapitän King, Kommandeur der Truppen des Herzogs von Savoyen, noch immer in der Erinnerung der Castelnovesi. Der Brand war so verheerend, dass die Stadt seitdem im Monferrato als „Castelnuovo Bruciato“ (Castelneuv brisò im Dialekt) bekannt ist.
In jüngster Zeit hat die Stadtverwaltung mit der Restaurierung des Burgviertels, des Rathauses und der Piazza San eine langsame und kontinuierliche Sanierung des historischen Zentrums vorangetrieben. Orione, vom ehemaligen Kindergarten, der in das Kulturzentrum Angelo Brofferio und das Museum Me Ritorn umgewandelt wurde, von der Piazzetta Belvedere und der Rekonstruktion der mittelalterlichen Brücke. Diese Werke, gepaart mit der Schönheit der barocken Pfarrkirche, die ebenfalls kürzlich restauriert wurde, bieten Touristen ein Bild eines architektonischen, historischen, künstlerischen und kulturellen Reichtums, den sie unerwartet und von großem Interesse finden.

## Kulinarische Spezialitäten
In Castelnuovo Calcea werden Reben der Sorte Barbera für den Barbera d’Asti, einen Rotwein mit DOCG Status angebaut.

## Persönlichkeit
- Angelo Brofferio, (1802–1866), Dichter, Politiker und Dramatiker.